# 29 décembre 1972
Le vendredi 29 décembre 1972 est le 364e jour de l'année 1972.

## Naissances
- Andreas Dackell, joueur de hockey sur glace suédois
- Barry Atsma, acteur, régisseur
- David Fumero, acteur cubano-américain
- Enrique Martín Sánchez, footballeur espagnol
- Erick López, gymnaste cubain
- Jaromír Blažek, footballeur tchèque
- Jason Kreis, joueur américain de football
- Jim Brower, joueur américain de baseball
- Jude Law, acteur britannique
- Leonor Varela, actrice
- Losseni Konaté, footballeur ivoirien
- Mickaël Gérard, footballeur français
- Patrick van Roy, photographe belge
- Sarah Kéryna, actrice de théâtre et écrivaine française
- Sebastien Roberts, acteur canadien

## Décès
- Fernand Pieltain (né le 8 juillet 1893), homme politique belge et un militant wallon
- Hayes Alvis (né le 1er mai 1907), contrebassiste de jazz
- Joseph Cornell (né le 24 décembre 1903), artiste et cinéaste proche du surréalisme
- Joseph Salvat (né le 8 novembre 1889), linguiste français

## Événements
- Un Lockheed L-1011 de la compagnie Eastern Air Lines (vol 401) s'écrase près de Miami avec 176 personnes à son bord. On dénombrera 103 victimes. L'accident est dû à une panne mécanique
- Découverte de (4006) Sandler
- Sortie du film allemand Aguirre, la colère de Dieu
- Création de la communauté de communes Moret Seine et Loing
- Fin de l'opération Linebacker II durant la guerre du Viêt Nam